# (2809) Вернадский
(2809) Вернадский (лат. Vernadskij) — типичный астероид главного пояса, открыт 31 августа 1978 года советским астрономом Николаем Черных в Крымской астрофизической обсерватории и 18 сентября 1986 года назван в честь учёного-естествоиспытателя Владимира Вернадского.

## Обнаружение и именование
(2809) Вернадский
Открыт 31 августа 1978 года в Научном Н. С. Черных.
Назван в память об академике Владимире Ивановиче Вернадском (1863—1945) — выдающемся естествоиспытателе, минералоге и кристаллографе, основоположнике геохимических и радиогеологических исследований земной биосферы. В честь Вернадского также назван лунный кратер.
Оригинальный текст (англ.)2809 Vernadskij
Discovered 1978-08-31 by Chernykh, N. at Nauchnyj.
Named in memory of Academician Vladimir Ivanovich Vernadskij (1863—1945), distinguished naturalist, mineralogist and crystallographer, founder of the geochemical and radiogeological investigation of the terrestrial biosphere. Vernadskij is also honored by a lunar crater.
Источники: DISCOVERY.DB; M.P.C. 11157.

## Орбита

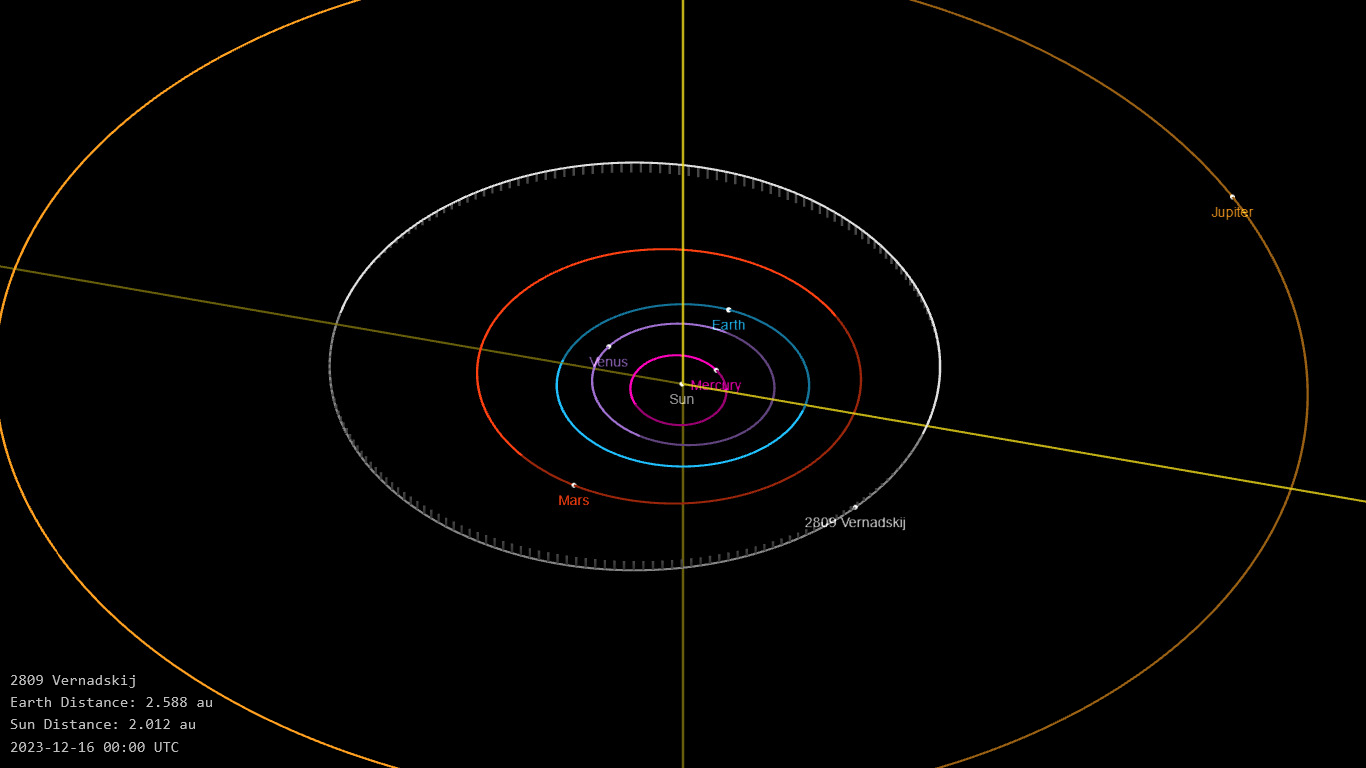
Орбита астероида Вернадский и его положение в Солнечной системе

## Физические характеристики
Сначала астероид относили к таксономическому классу BFX, а из результатов второго этапа спектроскопической съёмки малых астероидов главного пояса (Small Main-belt Asteroid Spectroscopic Survey, SMASSII) следует, что астероид относится к таксономическому классу B.
По результатам наблюдений в видимом и ближнем инфракрасном диапазоне космического телескопа NEOWISE диаметр астероида оценивался равным 12,014±0,068 км, 12,±1, км, 12,0±1,2 км, 10,56±2,77 км, 9,591±2,878 км, 10,70±2,66 км, 9,83±2,39 км и 9,92±3,11 км. Согласно тем же источникам альбедо оценивается как 0,0370±0,0054, 0,04±0,01, 0,05±0,05, 0,0622±0,0500, 0,037±0,005, 0,048±0,042, 0,065±0,036 и 0,072±0,052.